# Eubank
Eubank is een plaats (city) in de Amerikaanse staat Kentucky, en valt bestuurlijk gezien onder Lincoln County en Pulaski County.

## Demografie
Bij de volkstelling in 2000 werd het aantal inwoners vastgesteld op 358.
In 2006 is het aantal inwoners door het United States Census Bureau geschat op 373, een stijging van 15 (4,2%).

## Geografie
Volgens het United States Census Bureau beslaat de plaats een oppervlakte van
2,3 km², geheel bestaande uit land. Eubank ligt op ongeveer 344 m boven zeeniveau.

## Plaatsen in de nabije omgeving
De onderstaande figuur toont nabijgelegen plaatsen in een straal van 28 km rond Eubank.